# 김호중 (음악가)
김호중(1991년 10월 2일~)은 대한민국의 전직 가수, 성악가, 방송인이다.

## 생애
- 울산광역시 출신으로 초등학교 때 이혼한 부모 대신 할머니 밑에서 자랐다.[1]

- 방황하던 중학교 시절, 김범수의 ‘보고싶다’ CD를 사기 위해 찾은 음반매장에서 우연히 ‘네순 도르마’(루치아노 파바로티)의 웅장함에 매료되어 성악을 시작했다.

- 학교 생활에 적응하지 못하고 방황을 했으나 2008년 할머니가 대장암으로 숨지며 남긴 "하늘에서 지켜볼 테니 똑바로 살라"는 말에 마음을 다잡고 성악에 매진했다.[1]

- 2008년 김천예술고등학교 2학년에서부터 본격 멘토가 되어 준 선생님 덕분에 이듬해 2009년 노래에 전념하게 되었다.
- 서수용 선생님은 6개월간 김호중을 출퇴근 시켜가며 (네순 도르마)를 연습시켰고, 그 때 제작한 비디오를 유트브에 올렸으며 방송을 본 담당 PD에 의하여 스타킹 프로그램에 출연하도록 이른바 상당히도 동기유발을 해 주었다.

- 보통 성악가가 10년 걸려서 배우는 (네순 도르마)곡을, 3개월만에 (네순 도르마)를 완벽하게 연습한후에 2009년 고등학교 3학년 재학 중에 놀라운 대회 스타킹에 출연했고, 유튜브를 통해 이 동영상을 본 RUTC 아카데미 관계자들의 제의로 인하여 독일 유학을 떠나게 되었다.

- 그리고 2년 간의 유학생활을 했다. .[1]
- 이때 이미 한양대학교 성악과에 입학 허가를 받아 놓은 상태였으나 졸업하지는 못했다.[2]

- 2020년 '미스터 트롯'에 출전하여 탑 4위를 기록했다.[3]

- 그 후에 각종 뉴스에 출연하고, 각종 예능 프로그램에 출연하면서 인기를 얻고 있다.
- 최신 앨범 리메크곡인 '나나 너나'와 신곡 ' 나보다 더 사랑해요' '할무니' '만개' 가 인기를 끌고 있다.
- 2020년 한 뉴스 인터뷰에서 독일 유학 기간은 2년이라고 밝혔다.

- 소속사 생각을보여주는엔터테인먼트는 “김호중의 유년과 청소년, 청년시절, 독일유학을 마치고 돌아와서부터, ‘미스터트롯’ 출연, 대중의 큰 사랑을 받고 있는 현재 등 다이내믹한 인생역전 이야기를 바탕으로 영화를 제작할 예정”이라고 전했다.[4]

- 미스터트롯에 나설 당시 미필자였던 그는 일단 사랑의 콜센터에서는 중도 하차한 후 재검을 받아 4급 판정을 받았고, 2020년 9월 10일부터 서초구청에서 사회복무요원으로 복무를 시작했다.[5] 김필, 이민호, 이종석처럼 선복무 후입소를 적용하며, 2021년 4월 1일 훈련소에 입소해 기초군사훈련을 받기 시작했다.

- 2020년 앨범 우리家 53만장, 더 클래식 50만장 판매로 밀리언 셀러로 등극.

## 음반
- 《나의사람아》
- 《우리가》
- 《살았소》
- 《THE CLASSIC》

## 개인사
2024년 5월 9일 밤, 서울특별시 강남구 압구정동에서 반대편 도로의 택시를 들이받는 사고를 낸 뒤 달아난 혐의(특정범죄가중처벌법상 도주치상, 사고 후 미조치 등)로 대한민국 경찰의 조사를 받았다. 처음에는 혐의를 부인하며 음주운전 조사를 회피하고 공연을 하는 등 사고 책임에 대한 거짓말을 일관하다, CCTV등에서 음주사실이 확인되자  5월 19일 소속사 엔터테인먼트를 통해 혐의를 인정했다.서울중앙지법 신영희 영장전담 부장판사는 김호중이 증거를 인멸할 염려가 있다고 판단하여 구속영장을 발부했다.
이 사건의 여파로 2024년 5월 29일 KBS에서 출연정지 뿐만 아니라, 공중파 3사에 퇴출되었다.

## 수상 내역
- 2009년 대한민국 인재상
- 2009년 전국수리음악콩쿠르 1위
- 2008년 세종음악콩쿠르 1위
- 2008년 TBC(SBS의 대구경북 네트워크 민영방송 가맹사)음악콩쿠르 1위
- 2020년 내일은 미스터트롯 최종 4위
- 2020년 불후의 명곡 첫 출연에 4연승하고 우승 트로피 받음
- 2020년 멜론뮤직어워즈 TOP 10
- 2021년 골든디스크 어워즈 남자신인상
- 2022년 더 팩트 뮤직 어워즈 엔젤앤스타상
- 2023년 제32회 하이원 서울가요대상 본상
- 2023년 《한터뮤직 어워즈》 본상
- 2023년 《한터뮤직 어워즈》 특별상 (트로트)
- 2023년 제18회 《서울 드라마 어워즈》 한류드라마 부문 OST상
- 2024년 제33회 《하이원 서울가요대상》 인기상
- 2024년 제33회 《하이원 서울가요대상》 한류특별상

## 학력
- 울산 명정초등학교 (졸업)
- 울산중학교 (졸업)
- 김천예술고등학교 (졸업)
- 한양대학교 성악학과 (2013년 9월 당시 1학년 중퇴)

## 방송

### 텔레비전
2009년 - 2010년대
- 《놀라운 대회 스타킹》(SBS TV)[A]

2020년
- 1월 2일 ~ 3월 14일: 《내일은 미스터트롯》(TV조선) - 고정 멤버
- 3월 19일 ~ 3월 26일: 《미스터트롯의 맛》(TV조선)
- 3월 20일:《보도본부 핫라인》(TV조선) (With 김희재
- 4월 2일 ~ 7월 30일: 《신청곡을 불러드립니다 - 사랑의 콜센타》(TV조선)[B]
- 4월 12일 ~ 4월 19일: 《뭉쳐야 찬다》(JTBC)
- 4월 17일 ~ 4월 24일: 《김창옥쇼》(tvN)
- 4월 29일: 《주영진의 뉴스브리핑》(SBS TV)
- 5월 2일:《쇼! 음악중심》(MBC TV)
- 5월 3일 ~ 5월 10일, 6월 14일 ~ 7월 5일, 7월 26일 ~ 8월 16일: 《미스터리 음악쇼 복면가왕》(MBC TV)[C]
- 5월 4일 ~ 5월 11일: 《밥은 먹고 다니냐?》(SBS 플러스)
- 5월 5일: 《더 쇼》(SBS MTV)
- 5월 5일: 《스탠드 업!》(KBS 2TV)
- 5월 6일: 《쇼 챔피언》(MBC M)
- 5월 6일 ~ 5월 20일: 《우리 다시 사랑할 수 있을까 시즌2》(MBN)
- 5월 9일: 《쇼! 음악중심》(MBC TV)
- 5월 9일 ~ 5월 23일: 《아는 형님》(JTBC) with 미스터트롯 top 6
- 5월 10일: 《SBS 인기가요》(SBS TV)
- 5월 12일: 《비디오스타》(MBC 에브리원)
- 5월 22일: 《유희열의 스케치북》(KBS 2TV)
- 5월 24일 ~ 5월 31일: 《선을 넘는 녀석들 리턴즈》(MBC TV)
- 6월 1일 ~ 9월 14일: 《위대한 배.태.랑 - 배가 큰 남자》(JTBC) - 고정 멤버
- 6월 3일: 《유 퀴즈 온 더 블럭》(tvN)
- 6월 7일 ~ 6월 21일, 7월 26일, 8월 9일, 11월 1일: 《미운 우리 새끼》(SBS TV)[D]
- 6월 7일: 《알토란》(MBN)
- 6월 10일: 《프리한마켓10》(OLIVE)
- 6월 14일: 《6.15 남북공동성명선언 20주년 평화음악회 길을 걷다 보관됨 2021-07-09 - 웨이백 머신》(KBS 1TV)
- 6월 17일, 7월 1일: 《외식하는 날 시즌2》(SBS F!L)[E]
- 6월 20일, 7월 4일, 7월 11일, 7월 18일, 8월 15일: 《불후의 명곡 - 전설을 노래하다》(KBS 2TV)
- 6월 20일 ~ 6월 27일: 《전지적 참견 시점》(MBC TV)
- 6월 26일: 《한국인의 노래》(KBS 1TV)
- 6월 26일: 《식객 허영만의 백반기행》(TV조선)
- 7월 1일: 《퍼펙트 라이프》(TV조선)
- 7월 4일, 7월 11일: 《박장데소》(SBS TV)
- 7월 4일: 《살림하는 남자들》(KBS 2TV)
- 7월 6일: 《신박한 정리》(tvN)
- 7월 7일:《노래가 좋아》(KBS 2TV)
- 7월 8일: 《대한외국인》(MBC Every 1)
- 7월 25일: 《악인전》 (KBS 2TV)
- 8월 2일: 《슈퍼맨이 돌아왔다》(KBS 2TV)
- 8월 5일: 《라디오스타》 (MBC TV)
- 9월 29일 ~ 10월 27일: 《아무도 모르게 김호중의 파트너》(SBS 플러스)
- 9월 30일: 《쇼 챔피언》(MBC Every 1)
- 12월 18일: 《2020 KBS 가요대축제》[F] (KBS 2TV)

2022년
- 7월 26일: 《오케이 오케이》 (KBS 2TV)
- 11월 9일 ~ 2023년 1월 25일: 《복덩이들고》 (TV조선)

2023년
- 1월 21일: 《화사쇼》(tvN)
- 1월 23일 ~ 30일: 《안싸우면 다행이야》(MBC)
- 1월 24일: 《화요일은 밤이 좋아》(TV조선)
- 2월 4일 ~ 11일: 《불후의 명곡》(KBS2)
- 2월 10일: 《한터뮤직어워즈》(SBSM)
- 2월 20일: 《조선의 사랑꾼》(TV조선)
- 3월 16일: 《미스터트롯2》(TV조선)
- 4월 12일: 《너의 목소리가 보여시즌10》(Mnet)
- 4월 14일: 《내일은 위닝샷》(MBN)
- 5월 1일: 《영호남 상생협력 화합대축전》(SBS)
- 5월 18일: 《《미스터로또》(TV조선)
- 7월 15일 ~ 22일: 《불후의 명곡》(KBS2)

2024년
- 1월 13일 ~ 20일: 《불후의 명곡》(KBS2)
- 1월 28일: 《미운우리새끼》(SBS)

### 라디오
2020년
- 4월 3일, 7월 6일: 《지금은 라디오 시대》(MBC 표준FM)
- 4월 28일, 6월 24일: 《두시탈출 컬투쇼》(SBS 파워FM)[H]
- 5월 11일: 《미스터 라디오》(KBS 쿨FM)
- 5월 23일: 《김창열의 올드스쿨》(SBS 러브FM)
- 5월 26일: 《이숙영의 러브FM》(SBS 러브FM)
- 6월 24일: 《허지웅쇼》(SBS 러브FM)
- 7월 8일: 《김영철의 파워FM》(SBS 파워FM)
- 7월 13일: 《최화정의 파워타임》(SBS 파워FM)

## 콘서트
- 2020.8.7~8.9: 《내일은 미스터트롯 대국민 감사콘서트》
- 2020.8.14~16 팬미팅 우리가 처음으로
- 2023.05.28. 《2023 드림콘서트 트롯》(부산 아시아드주경기장 보조경기장)[8]

### 내용주
1. ↑  2009, 2010, 2011, 2013년에 출연하였지만 2009년부터 2011년까지 3년 연속으로 출연하였다.
2. ↑  소속사가 아닌 매니저와의 갈등에 이어, 軍 입대 문제까지 겹쳐지면서 7월 31일을 마지막으로 하차할 예정에 있다. 8월부터는 김호중이 사랑의 콜센타에 만나지 못하게 된다.
3. ↑  5월 3일, 5월 10일 편성분은 가왕분에 진출하는 것을 목적으로 출연하였고, 6월 14일부터 6월 21일까지는 패널로 출연하게 되었다. 또한 판정단으로도 참여시키고 있다.
4. ↑  6월 7일에는 스페셜 MC로 출연하였으나, 6월 14일부터 미운 남의 새끼 반고정 출연중이다.
5. ↑  송가인과 같이 출연하였다.
6. ↑  올해는 코로나19 확산 문제로 connect 주제에 걸맞게 김호중이 화면에 나올 것으로 보인다.
7. ↑  대부분의 라디오 프로그램은 안성훈과 같이 출연하게 되는 경우가 있으며, 이숙영의 러브FM의 경우 김호중의 단독 출연이다.
8. ↑  4월 28일 편성분은 김호중의 단독을, 6월 24일 편성분은 안성훈과 공동 출연이다.

### 참조주
1. 1 2 3  '스타킹' 고교생★ 김호중 "獨서 꿈 이루겠다" 보관됨 2016-04-26 - 웨이백 머신스타뉴스 2010.02.08 2013년 4월 30일 확인
2. ↑  고딩 파바로티 김호중, 장학생으로 독일 유학 ‘굿바이 스타킹’[깨진 링크(과거 내용 찾기)]중앙일보 2010.02.28 2013년 4월 30일 확인
3. ↑  “[서울포토]트바로티 김호중 팬클럽 코로나19 1억 성금”. 2020년 5월 31일에 확인함.
4. ↑  관련기사: https://www.mediapia.co.kr/news/articleView.html?idxno=43520
5. ↑  김호중, 10일 서초구청서 사회복무요원 근무 시작 - 중앙일보
6. ↑  이미나 (2024년 5월 19일). “'뺑소니' 김호중, 음주운전 인정…"후회하고 반성"”. 《한국경제》. 2024년 5월 20일에 확인함.
7. ↑  이미령; 홍준 (2024년 5월 24일). “'음주 뺑소니' 김호중 "증거인멸 염려" 구속…경찰 수사 탄력(종합2보)”.
8. ↑  “‘드림콘서트 트롯’ 명품공연 빛났다”. 《스포츠경향》. 2023년 5월 28일.